# Cheznovice
Cheznovice är en ort i Tjeckien.   Den ligger i regionen Plzeň, i den centrala delen av landet, 60 km sydväst om huvudstaden Prag. Cheznovice ligger 472 meter över havet och antalet invånare är 729.
Terrängen runt Cheznovice är kuperad söderut, men norrut är den platt.  Trakten runt Cheznovice är nära nog obefolkad, med mindre än två invånare per kvadratkilometer. Närmaste större samhälle är Příbram, 18,9 km sydost om Cheznovice. I omgivningarna runt Cheznovice växer i huvudsak blandskog.